# Danh sách đồng minh của Batman
Batman hay Người Dơi là một nhân vật siêu anh hùng (superhero) truyện tranh mang tính biểu tượng cao Hoa Kỳ (đứng thứ #2 trong "Top 100 Anh Hùng Truyện Tranh Vĩ Đại Nhất Mọi Thời Đại" năm 2011 của IGN). Batman nổi tiếng với bản danh sách kẻ thù trứ danh của mình. Trong quá trình chiến đấu bảo vệ công lý, Batman cũng có một đội ngũ đồng mình hùng hậu.

## Danh sách
Batman và các kẻ thù cũng như đồng minh của anh sinh sống và hoạt động tại Gotham City, một thành phố giả tưởng ở Mỹ. Dưới đây là danh sách những đồng minh lâu năm của Batman, xuất hiện một cách thường xuyên trong truyện tranh, phim ảnh, phim hoạt hình, và trò chơi điện tử về chủ đè Batman. Robin và Batgirl là hai cộng sự đắc lực chiến đấu bên cạnh Batman, cả hai vị trí này đều đã trải qua rất nhiều thời kỳ nhân vật khác nhau. Thứ tự xuất hiện trong danh sách một phần dựa trên vị trí trong bảng xếp hạng "Top 100 Anh Hùng Truyện Tranh Vĩ Đại Nhất Mọi Thời Đại" năm 2011 của IGN.
| Tên               | Tác giả                                              | Xuất hiện lần đầu                     | Tiểu sử |
| ----------------- | ---------------------------------------------------- | ------------------------------------- | --- |
| Dick Grayson      | Bob Kane Bill Finger Jerry Robinson                  | Detective Comics #38 (Tháng 4, 1940)  | Dick Grayson là Robin đệ nhất và là cánh tay phải đắc lực của Batman. Là con trai út trong gia đình diễn viên nhào lộn "Nhà Grayson bay" (the Flying Graysons), cậu bé Dick đã phải chứng kiến cảnh cha mẹ mình bị một tên trùm mafia bắn chết để dằn mặt gánh xiếc. Sau đó Batman nhận làm người bảo trợ cho cậu và Dick trở thành trợ thủ của Batman dưới cái tên Robin. Sau này khi trưởng thành và trở thành thủ lĩnh của nhóm Teen Titans, Dick đổi biệt hiệu thành Nightwing và tách ra hoạt động độc lập với Batman. Dick Grayson xếp ở vị trí thứ #11 trong bảng xếp hạng của IGN. |
| Barbara Gordon    | William Dozier Julius Schwartz Carmine Infantino     | Detective Comics #359 (Tháng 1, 1967) | Barbara Gordon là con gái của ngài Ủy viên James Gordon và là Batgirl đệ nhị. Cô luôn là một cộng sự đắc lực sát cánh cùng Batman trong cuộc chiến đẩy lùi cái ác. Sau này khi bị Joker bắn vào eo gây liệt nửa phần thân dưới và phải ngồi xe lăn, cô lấy biệt hiệu mới là Oracle và trở thành người cung cấp thông tin cho Batman. Dù là trong vai trò Batgirl hay Oracle, Barbara vẫn luôn mẫn cán với công việc và hết mình ủng hộ Batman. Barbara Gordon đứng ở vị trí thứ #17 trong bảng xếp hạng của IGN. |
| James Gordon      | Bill Finger Bob Kane                                 | Detective Comics #27 (Tháng 5, 1939)  | Ủy viên James Gordon là đồng minh đầu tiên và lâu năm nhất của Batman; ông là người đứng đầu Sở Cảnh sát Thành phố Gotham. James từng là một sĩ quan cảnh sát trước khi được bầu làm Ủy viên, ông được miêu tả là một người mẫn cán và luôn hết mình vì công việc. Sở Cảnh sát dưới thời của Ủy viên Gordon luôn là một trở thủ đắc lực chiến đấu cùng Batman. Ủy viên Gordon đồng thời cũng là cha của Barbara Gordon. James Gordon đứng ở vị trí thứ #19 trong bảng xếp hạng của IGN. |
| Catwoman          | Bob Kane Bill Finger                                 | Batman #1 (Tháng 4, 1940)             | Catwoman tên thật là Selina Kyle, thường được biết đến như một nhân vật phản anh hùng và là người tình của Batman (họ có với nhau một con gái). Catwoman mặc một bộ đồ đen ôm sát cơ thể mô phỏng theo dáng của một con mèo và được biết đến như là một siêu tội phạm chuyên trộm đồ nữ trang ở Gotham City. Catwoman là một trong những nhân vật hiếm hoi biết được thân phận thật sự Batman nhưng cô chưa bao giờ tiết lộ điều đó với bất kỳ ai, và vẫn thường âm thầm giúp đỡ anh. Catwoman xếp thứ #20 trong bảng xếp hạng của IGN. |
| Tim Drake         | Marv Wolfman Pat Broderick                           | Batman #436 (Tháng 8, 1989)           | Tim Drake là Robin đệ tam. Lúc nhỏ cậu bé Tim được cha mẹ dẫn đi xem "Nhà Grayson bay" biểu diễn và rất ngưỡng mộ Dick Grayson. Sau này, khi Tim nhìn thấy cú nhào lộn từ Robin đệ nhất, cấu nhận ra ngay đó là Dick, sau đó cậu cũng phát hiện ra danh tính thật của Batman. Sau khi Robin đệ nhị Jason Todd bị Joker sát hại, Tim nhận thấy Batman có xu hướng càng ngày càng trở nên bạo lực và đen tối hơn; cậu đã quyết định xin Batman trở thành Robin. Sau cái chết của cha mình và người bạn thân Superboy (Kon-El), Tim cảm thấy rất buồn chán và rời công việc Robin. Sau khi Batman tưởng chừng như đã chết, Tim vẫn tin rằng anh còn sống; cậu lấy tên mới Red Robin và lên đường tìm Batman. Sau khi Batman trở lại Tim tiếp tục làm trợ thủ của anh dưới cái tên mới này, nhường lại vị trí Robin cho Damian Wayne, con trai của Batman. Tim Drake xếp thứ #32 trong bảng xếp hạng của IGN. |
| Alfred Pennyworth | Bob Kane Bill Finger Jerry Robinson                  | Batman #16 (Tháng 4, 1943)            | Alfred Pennyworth được biết đến là quản gia của nhà Wayne (dòng họ của Batman). Ông được miêu tả là một người quản gia trung thành và mẫn cán với công việc. Ông là một người bạn, một người trợ thủ, và như một người cha của Batman sau khi cha mẹ của anh, Thomas và Martha Wayne, bị sát hại. Ông luôn là hậu phương vững chắc của Batman và luôn lo lắng cho sự an nguy của anh. |
| Jason Todd        | Gerry Conway Don Newton                              | Batman #357 (Tháng 3, 1983)           | Jason Todd là Robin đệ nhị. Xuất thân là một đứa trẻ mồ côi sống trên đường phố, lần đầu tiên cậu gặp Batman là khi đang cố gắng ăn cắp lốp xe của chiếc Batmobile. Batman đưa Jason vào một trường học cho thanh thiếu niên gặp khó khăn. Vài tuần sau, cậu đã chứng minh khả năng của mình bằng cách giúp Batman bắt một băng cướp, và Batman giao cho Jason vị trí Robin. Jason sau này bị sát hại bởi Joker, hắn đánh bại và bỏ cậu trong một nhà kho với một quả bom phát nổ. Batman đã không đến kịp, anh tìm thấy xác Jason trong đống đổ nát. Sự kiện này cùng với việc Barbara Gordon bị Joker bắn liệt nửa người sau đó khiến cho Batman trở nên bị ám ảnh khủng khiếp bởi Joker. Sau này Jason được Talia al Ghul hồi sinh và lấy biệt hiệu mới Red Hood, trở thành một kẻ hoàn toàn khác với những suy nghĩ rất lệch lạc. |
| Stephanie Brown   | Chuck Dixon Tom Lyle                                 | Detective Comics #647 (Tháng 8, 1992) | Stephanie Brown là Robin đệ tứ, sau này là Batgirl đệ tứ (mới nhất) và là bạn gái của Robin đệ tam Tim Drake. Sau khi Tim rời khỏi vị trí Robin, Stephanie đã yêu cầu Batman cho mình làm Robin; Batman miễn cưỡng đồng ý vì anh nghĩ rằng Stephanie không có nhiều kỹ năng như Tim. Cuối cùng Batman đã sa thải cô vì bất tuân lệnh trong một lần họ làm nhiệm vụ. Để chứng minh giá trị với Batman, Stephanie đã ăn cắp bản thảo kế hoạch chưa hoàn thiện của anh và thực thi nó dẫn đến một cuộc thanh toán đẫm máu giữa các băng đảng trong thế giới ngầm Gotham City. Bản thân Stephanie cũng bị Black Mask bắt đi và tra khảo rất dã man để tìm ra tung tích Batman. Dù Stephanie đã trốn thoát được nhưng cuối cùng đã chết trên giường bệnh bên cạnh Batman. Tuy nhiên sự thật dần được hé lộ khi Bác sĩ Leslie Thompkins đã làm giả cái chết của Stephanie để bảo vệ cô. Sau này Stephanie được Batgirl đệ tam Cassandra Cain trao lại vị trí này. Stephanie Brown là con gái của siêu tội phạm Cluemaster, một kẻ thù của Batman. |
| Cassandra Cain    | Kelley Puckett Damion Scott Jordan B. Gorfinkel      | Batman #567 (Tháng 7, 1999)           | Cassandra Cain là Batgirl đệ tam. Cassandra được sinh ra sau một cuộc giao kèo giữa hai sát thủ trứ danh David Cain và Sandra Wu-San. Sandra sau đó bỏ đi trở thành Lady Shiva, còn David dạy Cassandra trở thành một sát thủ chuyên nghiệp. Sau vụ ám sát đầu tiên năm cô 8 tuổi, Cassandra cảm thấy quá kinh sợ và chạy trốn khỏi cha mình. Cô trốn đến Gotham City và được Oracle Barbara Gordon (Batgirl đệ nhị) bảo trợ. Cassandra trở thành gián điệp cho Oracle ở Gotham và đã chứng minh được bản thân sau khi cứu mạng ngài Ủy viên James Gordon, cha của Oracle. Sau đó, Cassandra được Oracle thế vào vị trí Batgirl đang còn trống. Sau cái chết của mẹ mình là Lady Shiva cùng với việc Batman có vẻ như đã chết, Cassandra trao lại vị trí Batgirl cho Stephanie Brown và quay trở lại cuộc sống phiêu bạt. Sau này, cô quay trở lại gia nhập gia đình Batman với cái tên mới Orphan. |
| Damian Wayne      | Mike W. Barr Jerry Bingham                           | Batman #655 (Tháng 9, 2006)           | Damian Wayne là Robin đệ ngũ và cũng là Robin mới nhất, là con trai của Batman và Talia al Ghul. Batman không hề biết về sự tồn tại của con trai mình trong nhiều năm cho đến khi Talia giao Damian cho anh chăm sóc. Damian có tính hiếu chiến và thiếu kỷ luật. Vì được huấn luyện bởi League of Assassins nên Damian đã học cách giết người khi còn rất nhỏ, khiến cho mối quan hệ giữa cậu và cha mình, người đã tuyên bố sẽ không bao giờ lấy đi một mạng sống, gặp nhiều rắc rối. Sau khi Batman có vẻ như đã chết, Damian được Nightwing Dick Grayson và quản gia Alfred Pennyworth nuôi nấng. Damian gây ra nhiều rắc rồi cho Nightwing khi đụng độ một loạt những tên tội phạm đầu sỏ như Poison Ivy, Killer Croc, hay Black Mask. Trong một nỗ lực cứu Damian, Nightwing đụng độ phải người cũ Jason Todd. Một cuộc chiến nảy lửa nổ ra giữa hai cựu Robin, Damian bị Jason bắn vào ngực nhưng vẫn tẩu thoát được. Cuối cùng, quản gia Alfred để cho Damian trở thành Robin. Sau này, khi Nightwing Dick Grayson quyết định thay thế Bruce Wayne trở thành Batman, anh tiếp tục sử dụng Damian trong vai trò Robin vì cảm thấy cậu cần nhận được sự huấn luyện mà đáng lẽ cha ruột cậu đã có thể cho cậu. Damian vẫn tiếp tục làm Robin sát cánh bên cạnh cha mình khi Bruce Wayne quay trở lại đảm nhận vai trò Batman (Dick Grayson quay trở lại vị trí Nightwing). |
| Helena Wayne      | Paul Levitz Joe Staton Joe Orlando Bob Layton        | DC Super Stars #17 (Tháng 11, 1977)   | Helena Wayne là con gái của Batman và Catwoman. Từ nhỏ Helena đã được cả Batman và Catwoman huấn luyện để trở thành một vận động viên thể thao xuất chúng. Cô cũng rất thân với Quản gia Alfred và coi Dick Grayson (lúc đó còn là Robin) như anh ruột. Một lần, một tên thuộc hạ cũ của Catwoman quay lại tống tiền cô, Helena đã quyết tâm truy lùng bằng được tên này. Sau vụ đó, cô quyết định sẽ tiếp tục chiến đấu chống lại cái ác với cái tên Huntress. |
| Lucius Fox        | Len Wein John Calnan                                 | Batman #307 (Tháng 1, 1979)           | Lucius Fox là CEO của tập đoàn công nghiệp khổng lồ Wayne Enterprises của dòng họ Wayne (dòng họ của Batman). Batman hoàn toàn tin tưởng giao phó Wayne Enterprises cho Lucius, ông được coi là người có "bàn tay Midas", giúp vực dậy Wayne Enterprises đang trên đà rơi xuống vực thắm, đảm bảo được sự cân bằng tài chính cho Batman. Lucius cũng giúp Batman trong việc chế tạo các loại thiết bị và vũ khí công nghệ cao. |
| Leslie Thompkins  | Dennis O'Neil Dick Giordano                          | Detective Comics #457 (Tháng 3, 1976) | Bác sĩ Leslie Thompkins là bạn thân của Thomas Wayne, cha của Batman, từ khi họ còn là sinh viên trường y. Sau khi Thomas và Martha Wayne bị sát hại, bà là một người thường xuyên chăm sóc Bruce Wayne cũng như trở thành một người bạn mà Batman hoàn toàn tin tưởng sau này. Leslie cũng là một người phụ nữ có tấm lòng nhân hậu khi hết lòng cống hiến tài năng y học của mình để giúp đỡ Gotham City. |
| Harvey Bullock    | Archie Goodwin Doug Moench Howard Chaykin Don Newton | Detective Comics #441 (Tháng 6, 1974) | Harvey Bullock là một thanh tra trong Sở Cảnh sát Thành phố Gotham và là cộng sự của James Gordon. Mặc dù tai tiếng với những sự móc nối với các băng đảng thế giới ngầm, cũng như có xu hướng bạo lực với phạm nhân, Harvey vẫn được đánh giá là một cảnh sát không bị tha hóa mà Gordon tin tưởng. |
| Talia al Ghul     | Dennis O'Neil Bob Brown Dick Giordano                | Detective Comics #411 (Tháng 5, 1971) | Talia al Ghul là con gái của Ra's al Ghul và là người tình cũ của Batman. Trong thời gian đang yêu Batman, Talia luôn gặp phải những rắc rối khi rơi vào tình huống khó xử khi phải lựa chọn giữa trung thành với cha mình và tình yêu với Batman. Cô luôn ở bên Batman trong những thời khắc quan trọng và giúp đỡ anh, họ còn có một người con trai với nhau. Talia nằm trong số những người hiếm hoi biết được thân phận thật sự của Batman, nhưng cô chưa bao giờ tiết lộ ra ngoài. Sau khi mối tình tan vỡ thì họ lại trở thành đối đầu nhau. |

Ngoài ra Batman còn có một số đồng minh khác như Batgirl đệ nhất Bette Kane, Batwoman Kate Kane, Azrael, nữ phóng viên Vicki Vale, và một số sĩ quan cảnh sát trong Sở Cảnh sát Thành phố Gotham như Renee Montoya, Crispus Allen, hay Jason Bard.